# Ring (Strzelin)

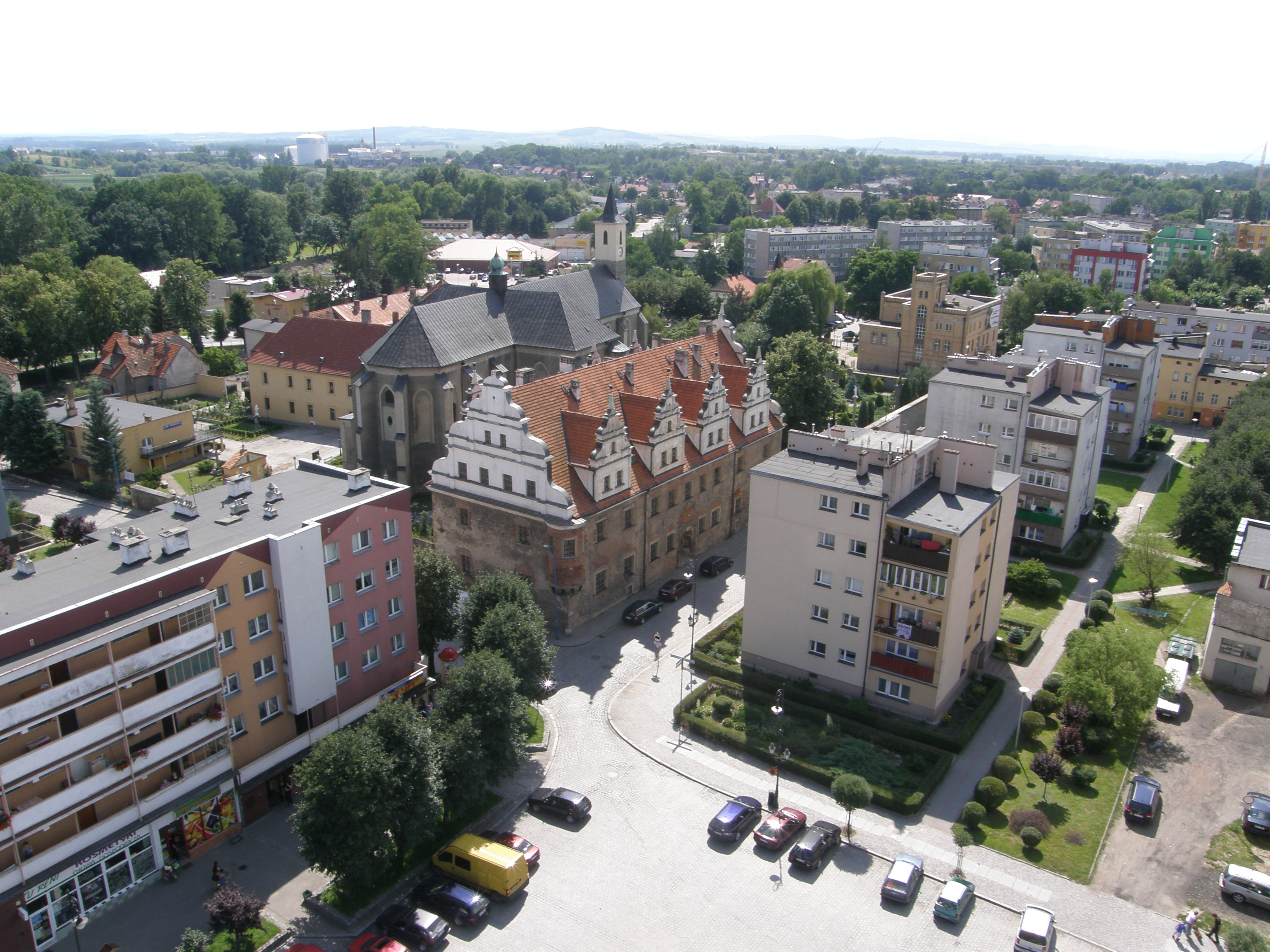
Südwestliche Ecke des Rings

Der Ring (polnisch Rynek) ist ein mittelalterlicher Marktplatz in Strzelin (dt. Strehlen), welcher den Kern der Innenstadt bildet. Der Ring hat die Gestalt eines Rechtecks mit den Maßen von ca. 140 m mal 230 m. Die um den Ring angeordneten Bürgerhäuser wurden im Frühjahr 1945 durch Kriegseinwirkung größtenteils zerstört. Die heutige Bebauung stammt vorwiegend aus den 1970er Jahren.

## Lage

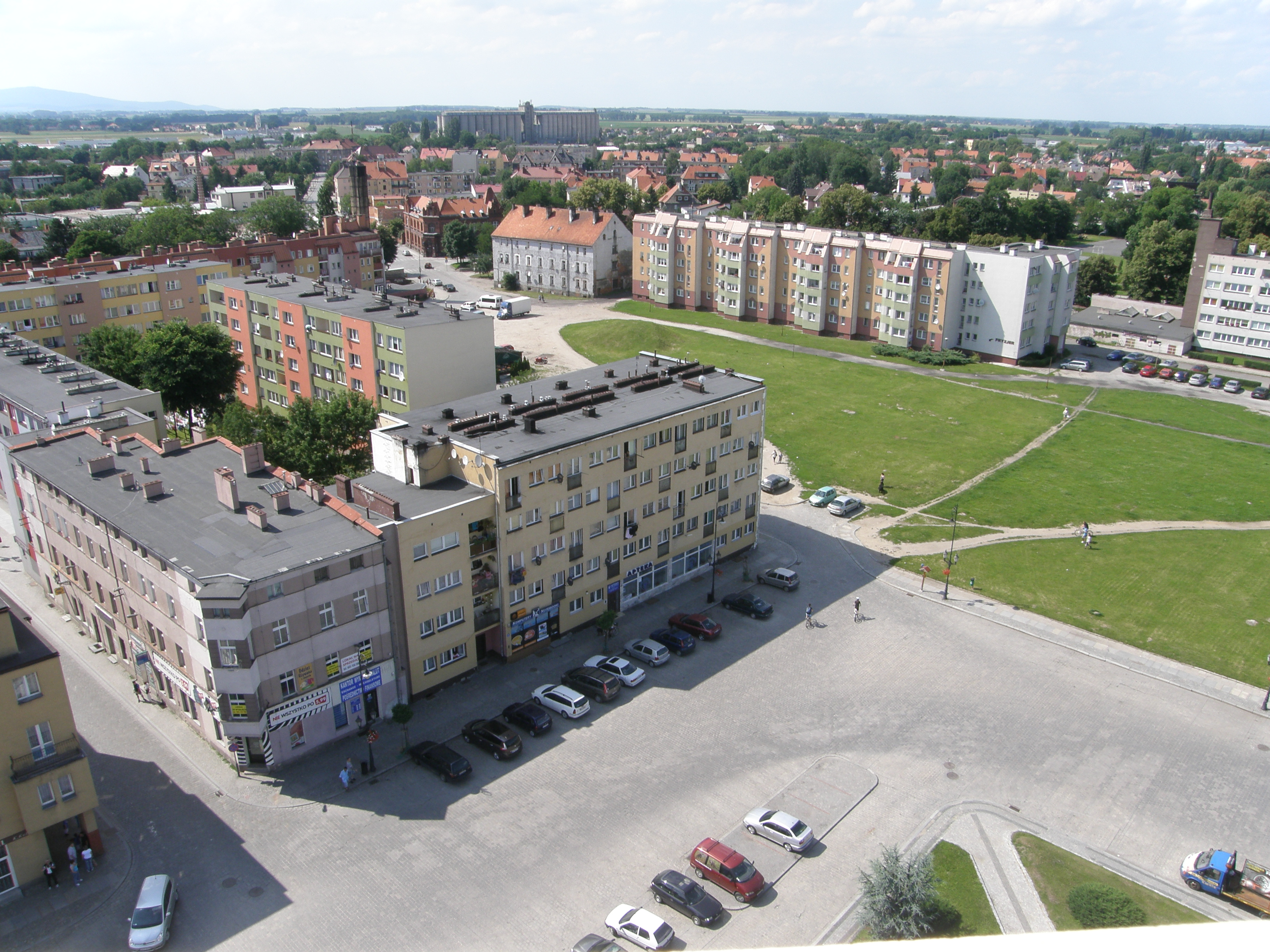
West- und Nordseite des Rings

Der Ring bildet ein städtebauliches Ensemble mit den hier einmündenden Straßen im alten Ortskern. Der Platz bildet das Zentrum der Stadt Strzelin. Die Mitte des Platzes bildete ursprünglich bis zur Zerstörung 1945 ein Innenkern aus Bürgerhäusern und dem Strehlener Rathaus.
Am Ring münden heute insgesamt sieben Straßen ein: ul. Zamkowa (bis 1945 Paul-Ehrlich-Straße), ul. Jana Pawła II (Breslauer Straße), ul. Kościelna (Große Kirchstraße), ul. Wodna (Wasserstraße), ul. św. Floriana (Burgstraße), ul. Książąt Brzeskich (Klosterstraße) und ul. Tadeusza Kościuszki (Münsterberger Straße).
Drei weitere Straßen, welche heute nicht mehr existieren, mündeten hier in den Ring: die Alt-Breslauer-Straße im Nordwesten des Rings sowie die Nicolai- und die Kleine-Kirchstraße im Nordosten.

## Geschichte

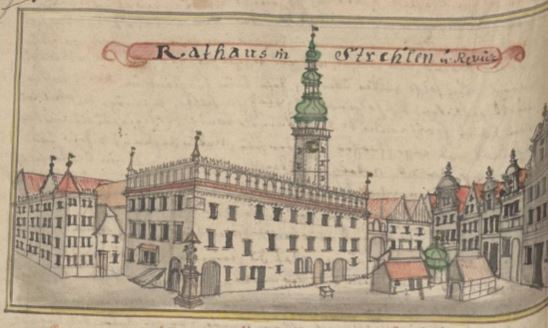
Ring mit Rathaus im 18. Jahrhundert

Der Ring entstand mit Gründung der Stadt Ende des 13. Jahrhunderts. Der Platz entstand an der Kreuzung von mehreren Handelsrouten. Bereits seit dem 14. Jahrhundert bestand am Ring ein Rathaus, das zwischen 1520 und 1526 im Stil der Renaissance neu erbaut wurde. Bis zur Zerstörung 1945 dominierte es mit dem Rathausturm die Stadtsilhouette.
Ende März 1945 rückte die Rote Armee vor. Am 24. März sprengte die deutsche Wehrmacht zahlreiche Türme in der Stadt, darunter auch den Rathausturm. Durch anhaltenden Artilleriebeschuss der Sowjets wurde ein Großteil der Bebauung im Ortskern zerstört. Am 27. März rückte die Rote Armee in der Stadt ein. Durch Brandschatzung wurde die Bebauung am Ring mit Rathaus nahezu 90 % zerstört. Erhalten haben sich lediglich zwei Bürgerhäuser an der Westseite des Rings sowie das Erdgeschoss des Rathausturmes.
Die Ruinen der Bürgerhäuser wurden erst in den 1950er Jahren abgetragen. Die Ost-, Süd- und Westseite des Rings wurden bis in die 1970er Jahre durch moderne Wohnhäuser bebaut. Die Nordseite des Rings ist bis heute unbebaut. Hier befindet sich lediglich eine große ungenutzte Grünfläche.
Ab den 2000er Jahren begannen Revitalisierungsarbeiten am Ring. Zwischen 2004 und 2006 fanden archäologische Ausgrabungen am Rathaus statt. Zwischen 2010 und 2011 wurde der Rathausturm in barocker Form wieder aufgebaut. Seit 2020 wird der Rathausbau im Stil der Renaissance wieder aufgebaut.

## Bauwerke

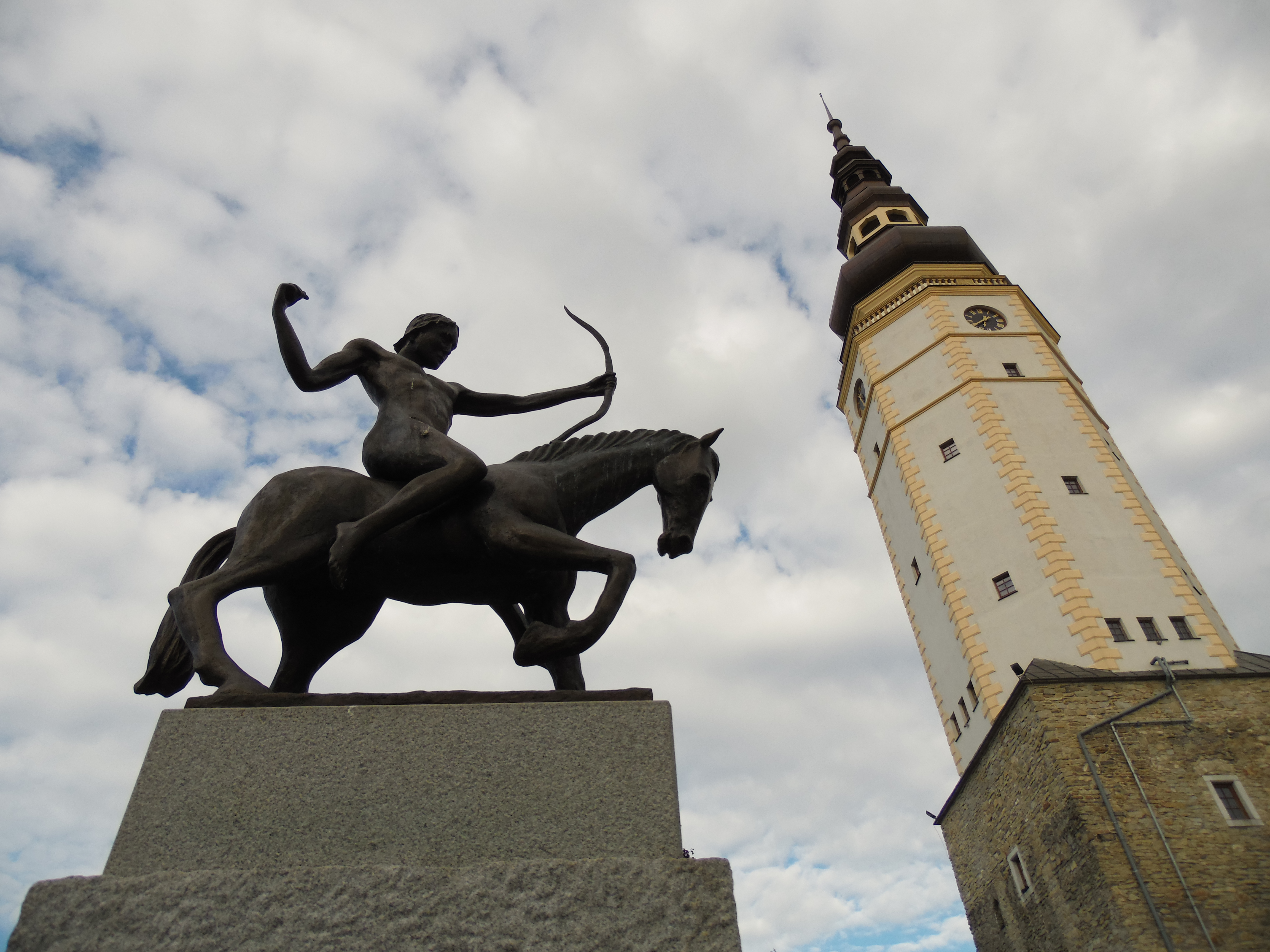
Rathausturm mit Schützenbrunnen

### Rathaus
Der Rathausbau entstand ursprünglich zwischen 1520 und 1526 im Stil der Renaissance. Nach Zerstörung im März 1945 wird der Bau derzeit wiederaufgebaut. Der Rathausturm wurde zwischen 2010 und 2011 wieder aufgebaut.

### Schützenbrunnen
Der Brunnen mit Bronzefigur wurde 1927 aufgestellt. Die Bronzefigur verschwand Ende der 1940er Jahre. Lediglich der Brunnen blieb erhalten. Im Jahr 2000 wurde die Schützenfigur auf einem Pferd rekonstruiert und wieder auf dem Brunnen aufgestellt.